# Ypirangathemis
Ypirangathemis is een geslacht van libellen (Odonata) uit de familie van de korenbouten (Libellulidae).

## Soorten
Ypirangathemis omvat 1 soort:
- Ypirangathemis calverti Santos, 1945